# متروسدرس أنيق
متروسدرس أنيق (الاسم العلمي: Metrosideros elegans) هي نوع من النباتات يتبع جنس المتروسدرس من فصيلة الآسيّة.